# العلاقات الباهاماسية الليسوتوية
العلاقات الباهاماسية الليسوتوية هي العلاقات الثنائية التي تجمع بين باهاماس وليسوتو.

## مقارنة بين البلدين
هذه مقارنة عامة ومرجعية للدولتين:
| وجه المقارنة                                              | باهاماس      | ليسوتو                      |
| --------------------------------------------------------- | ------------ | --------------------------- |
| المساحة (كم2)                                             | 13.88 ألف    | 32.96 ألف                   |
| عدد السكان (نسمة)                                         | 395.36 ألف   | 2.23 مليون                  |
| الكثافة السكانية (ن./كم²)                                 | 28.48        | 67.66                       |
| العاصمة                                                   | ناساو        | ماسيرو                      |
| اللغة الرسمية                                             | لغة إنجليزية | لغة إنجليزية، اللغة السوتية |
| العملة                                                    | دولار بهامي  | لوتي ليسوتو                 |
| الناتج المحلي الإجمالي (بليون دولار)                      | 12.16 مليار  | 2.64 مليار                  |
| الناتج المحلي الإجمالي (تعادل القوة الشرائية) بليون دولار | 8.92 مليار   | 6.30 مليار                  |
| الناتج المحلي الإجمالي الاسمي للفرد دولار أمريكي          | 22.82 ألف    | 1.07 ألف                    |
| الناتج المحلي الإجمالي للفرد دولار أمريكي                 |              | 2.64 ألف                    |
| مؤشر التنمية البشرية                                      | 0.790        | 0.497                       |
| رمز المكالمات الدولي                                      | +1242        | +266                        |
| رمز الإنترنت                                              | .bs          | .ls                         |
| المنطقة الزمنية                                           | 00           | ت ع م+02:00                 |

## منظمات دولية مشتركة
يشترك البلدان في عضوية مجموعة من المنظمات الدولية، منها:
| علم المنظمة | اسم المنظمة                                 | تاريخ انضمام باهاماس | تاريخ انضمام ليسوتو |
| ----------- | ------------------------------------------- | -------------------- | ------------------- |
|             | مؤسسة التنمية الدولية                       | 23 يونيو 2008        | 19 سبتمبر 1968      |
|             | يونسكو                                      | 23 أبريل 1981        | 29 سبتمبر 1967      |
|             | وكالة ضمان الاستثمار متعدد الأطراف          | 4 أكتوبر 1994        | 12 أبريل 1988       |
|             | الأمم المتحدة                               | 18 سبتمبر 1973       | 17 أكتوبر 1966      |
|             | مجموعة دول أفريقيا والكاريبي والمحيط الهادئ | ?                    | ?                   |
|             | دول الكومنولث                               | ?                    | 1966                |
|             | الاتحاد البريدي العالمي                     | ?                    | ?                   |
|             | البنك الدولي للإنشاء والتعمير               | 21 أغسطس 1973        | 25 يوليو 1968       |
|             | الاتحاد الدولي للاتصالات                    | 19 أغسطس 1974        | 26 مايو 1967        |
|             | منظمة حظر الأسلحة الكيميائية                | ?                    | ?                   |
|             | مؤسسة التمويل الدولية                       | 8 ديسمبر 1986        | 29 سبتمبر 1972      |
|             | المركز الدولي لتسوية المنازعات الاستشارية   | 18 نوفمبر 1995       | 7 أغسطس 1969        |
|             | منظمة الشرطة الجنائية الدولية               | ?                    | ?                   |

## وصلات خارجية
- موقع وزارة الخارجية الليسوتوية